# Normandie TV
Normandie TV est une chaîne de télévision généraliste locale privée française ayant émis entre 2000 et 2015 en Normandie.

## Histoire de la chaîne
- Septembre 2000 : Lancement de la chaîne Normandie TV sous forme de web TV.
- Diffusion de Normandie TV sur tous les bouquets des box ADSL.
- Octobre 2009 : Achat de Cityzen TV par Normandie TV.
- Novembre 2009 : Diffusion de Normandie TV sur la TNT (un potentiel de 1,5 million de téléspectateurs).
- Avril 2011 : Diffusion sur la TNT dans le nord du Cotentin.
- Septembre 2011 : Diffusion de Normandie TV en 16/9.
- Octobre 2011 : Un service replay est lancé sur le site web.
- Janvier 2013 : Normandie TV est disponible en application IOS, Android et Windows.
- 10 avril 2014 : Diffusion sur la  TNT dans l'Orne.
- Fin 2014 : Normandie TV est disponible en application HbbTV.
- 8 avril 2015 : Le tribunal de Commerce de Caen prononce la liquidation judiciaire de Normandie TV. La chaîne a cessé d'émettre le 13 avril 2015.

## Organisation

### Dirigeants
Président :
- William de Stoppeleire (depuis la création).

### Capital
À sa création, Normandie TV est détenue par le groupe familial de William de Stoppeleire.

## Programmes
Rendez-vous quotidiens :
- 06h30 - 09h00 : le JT "L'Info En Plus", un rendez-vous d'information avec l'actualité régionale. Suivi du magazine "100% Normand".

- 12h00 - 14h00 : le JT "L'Info En Plus", un rendez-vous d'information avec l'actualité régionale. Suivi du magazine "100% Normand".

- 18h00 - 20h30 : le JT "L'Info En Plus", un rendez-vous d'information avec l'actualité régionale. Suivi du magazine "100% Normand".

- 20h45 - 23h00 : le sport, les concerts, les documentaires, les films et les émissions de divertissements.

- 23h00 - 24h00 : le JT "L'Info En Plus", un rendez-vous d'information avec l'actualité régionale. Suivi du magazine "100% Normand".

Rendez-vous ponctuels :
- Jeudi 20h45 : "Club Malherbe", une émission sur le Stade Malherbe Caen et les clubs de foot de la région normande.

- Vendredi 20h45 : "Coup De Foudre En Normandie", une émission télé-réalité romantique.

- Vendredi 20h45 : "Tous En Cuisine", une émission concours culinaire.

Événements sportifs :
Normandie TV s'est fait partenaire du sport local et diffuse régulièrement et souvent en direct des événements sportifs. 
- Handball: l'ensemble des matchs à domicile du Caen Handball, et des matchs du CL Colombelles et du SM Vernon.
- Hockey sur glace: l'ensemble des matchs des Drakkars de Caen.
- Basket: l'ensemble des matchs de l'USO Mondeville Basket.
- Tennis: diffusion de l'Open De Caen et du Challenger La Manche Cherbourg.
- Caen Bmx Indoor.

## Diffusion
Normandie TV est alors diffusée sur la TNT, proposant ainsi ses programmes en qualité numérique gratuitement à 1 500 000 téléspectateurs potentiels en Normandie.
- Sur le câble :
  - Numericable
- Sur les bouquets ADSL :
  - Alice
  - Bouygues
  - Free
  - Neuf
  - Orange
  - SFR
  - Virgin